# Abdelghani Mouaoui
Abdelghani Mouaoui (in arabo عبد الغني معاوي‎?; 22 febbraio 1989) è un ex calciatore marocchino, di ruolo attaccante.